# Mithe Pur
Mithe Pur es una ciudad censal situada en el distrito de Delhi sur,  en el territorio de la capital nacional,  Delhi (India). Su población es de 69837 habitantes (2011). 

## Demografía
Según el censo de 2011 la población de Mithe Pur era de 69837 habitantes, de los cuales 37868 eran hombres y 31969 eran mujeres. Mithe Pur tiene una tasa media de alfabetización del 88,15%, superior a la media estatal del 86,21%: la alfabetización masculina es del 94,77%, y la alfabetización femenina del 80,26%.